# Lista över Dominikanska republikens presidenter

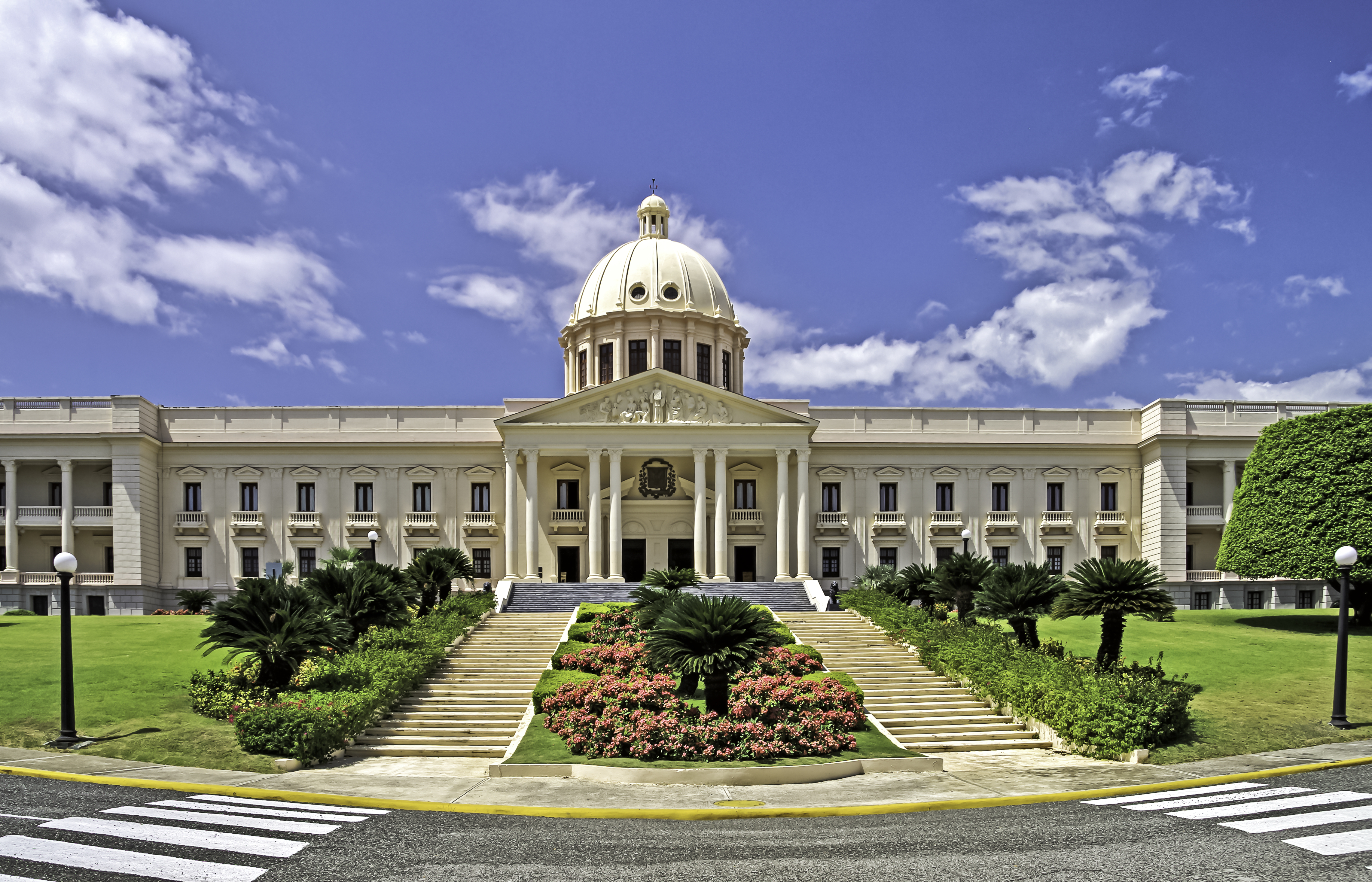
Nationalpalatset är presidentens säte i Santo Domingo.

Detta är en lista över Dominikanska republikens statsöverhuvuden.
| Namn                                  | Ämbetsperiod                         | Titel |
| ------------------------------------- | ------------------------------------ | --- |
| José Núñez de Cáceres                 | 1 december 1821 – 9 februari 1822    | Guvernör och statspresident |
| Francisco del Rosario Sánchez         | 27 februari – 1 mars 1844            | President i den provisoriska regeringen                                                                                           |
| Tomás Bobadilla                       | 1 mars – 5 juni 1844                 | President i den centrala regeringens junta                                                                                        |
| José María Caminero                   | 5 juni – 9 juni 1844                 | President i den centrala regeringens junta                                                                                        |
| Francisco del Rosario Sánchez         | 9 juni – 16 juli 1844                | President i den centrala regeringens junta                                                                                        |
| Pedro Santana                         | 16 juli – 13 november 1844           | President i den centrala regeringens junta                                                                                        |
| Pedro Santana                         | 13 november 1844 – 4 augusti 1848    | President |
| Félix Mercenario                      | 4 augusti – 8 september 1848         | Statssekreterarnas råd |
| Domingo de la Rocha                   | 4 augusti – 8 september 1848         | Statssekreterarnas råd |
| José María Caminero                   | 4 augusti – 8 september 1848         | Statssekreterarnas råd |
| Manuel Jimenes                        | 4 augusti – 8 september 1848         | Statssekreterarnas råd |
| Manuel Jimenes                        | 8 september 1848 – 29 maj 1849       | President |
| Pedro Santana                         | 30 maj – 23 september 1849           | President |
| Buenaventura Báez                     | 24 september 1849 – 15 februari 1853 | President |
| Pedro Santana                         | 15 februari 1853 – 26 maj 1856       | President |
| Manuel de Regla Mota                  | 26 maj – 8 oktober 1856              | President |
| Buenaventura Báez                     | 8 oktober 1856 – 13 juni 1858        | President |
| José Desiderio Valverde               | 13 juni – 28 juli 1858               | President |
| Pedro Santana                         | 28 juli 1858 – 18 mars 1861          | President |
| Pedro Santana                         | 18 mars 1861 – 20 juli 1862          | Generalguvernör |
| Felipe Ribero y Lemoine               | 20 juli 1862 – 22 oktober 1863       | Generalguvernör |
| Carlos de Vargas y Cerveto            | 23 juli 1863 – 30 mars 1864          | Generalguvernör |
| José de la Gándara y Navarro          | 31 mars 1864 – 11 juli 1865          | Generalguvernör |
| José Antonio Salcedo                  | 14 september 1863 – 10 oktober 1864  | President |
| Gaspar Polanco                        | 10 oktober 1864 – 23 januari 1865    | President |
| Pedro Antonio Pimentel                | 23 januari – 24 januari 1865         | Chefs-General |
| Benito Monción                        | 23 januari – 24 januari 1865         | Chefs-General |
| Federico de Jesús García              | 23 januari – 24 januari 1865         | Chefs-General |
| Benigno Filomeno de Rojas             | 24 januari – 24 mars 1865            | President för den exekutiva kommissionen av Nationalkonventet                                                                     |
| Pedro Antonio Pimentel                | 25 mars – 4 augusti 1865             | President |
| José María Cabral                     | 4 augusti – 15 november 1865         | Protektor |
| Pedro Guillermo                       | 15 november – 8 december 1865        | President för den provisoriska regeringen                                                                                         |
| Buenaventura Báez                     | 8 december 1865 – 29 maj 1866        | President |
| Pedro Antonio Pimentel                | 29 maj – 22 augusti 1866             | Triumvirat |
| Gregorio Luperón                      | 29 maj – 22 augusti 1866             | Triumvirat |
| Federico de Jesús García              | 29 maj – 22 augusti 1866             | Triumvirat |
| José María Cabral                     | 22 augusti 1866 – 31 januari 1868    | President |
| Manuel Altagracia Cáceres             | 31 januari – 13 februari 1868        | tillförordnad President |
| José Hungría                          | 13 februari – 2 maj 1868             | Junta av Generaler |
| Francisco Antonio Gómez               | 13 februari – 2 maj 1868             | Junta av Generaler |
| José Ramón Luciano                    | 13 februari – 2 maj 1868             | Junta av Generaler |
| Buenaventura Báez                     | 2 maj 1868 – 2 januari 1874          | President |
| Ignacio María González                | 2 januari – 22 januari 1874          | Högste Chef |
| Ignacio María González                | 22 januari – 6 april 1874            | Högsta Generaler |
| Manuel Altagracia Cáceres             | 22 januari – 6 april 1874            | Högsta Generaler |
| Statssekreteranas råd                 | 23 februari – 29 april 1876          | |
| Ulises Francisco Espaillat            | 29 april – 5 oktober 1876            | |
| Regeringsjunta                        | 5 oktober – 11 november 1876         | |
| Ignacio María González                | 11 november – 9 december 1876        | Högste Chef |
| Marcos Antonio Cabral                 | 10 december – 26 december 1876       | President i provisoriska regeringsjuntan                                                                                          |
| Buenaventura Báez                     | 26 december 1876 – 2 mars 1878       | President |
| José María Cabral                     | 2 mars – 5 mars 1878                 | Statssekreterarnas råd |
| Joaquín Montolío                      | 2 mars – 5 mars 1878                 | Statssekreterarnas råd |
| Cesáreo Guillerm                      | 5 mars – 6 juli 1878                 | President i den centrala regeringen                                                                                               |
| Ignacio María González                | 6 juli – 2 september 1878            | President |
| Ulises Heureaux                       | 2 september – 6 september 1878       | Folkets militärchef |
| Cesáreo Guillermo                     | 2 september – 6 september 1878       | Folkets militärchef |
| Jacinto del Rosario de Castro         | 7 september – 29 september 1878      | tillförordnad President |
| Statssekreterarnas råd                | 30 september – 27 februari 1879      | |
| Cesáreo Guillermo                     | 27 februari – 6 december 1879        | President |
| Gregorio Luperón                      | 6 december 1879 – 1 september 1880   | President |
| Fernando Arturo de Meriño             | 1 september 1880 – 1 september 1882  | President |
| Ulises Heureaux                       | 1 september 1882 – 1 september 1884  | President |
| Francisco Gregorio Billini            | 1 september 1884 – 16 maj 1885       | President |
| Alejandro Woss y Gil                  | 16 maj 1885 – 6 januari 1887         | President |
| Ulises Heureaux                       | 6 januari 1887 – 27 februari 1889    | President |
| Manuel María Gautier                  | 27 februari – 30 april 1889          | tillförordnad President |
| Ulises Heureaux                       | 30 april 1889 – 26 juli 1899         | President |
| Wenceslao Figuereo                    | 26 juli – 30 augusti 1899            | President |
| Statssekreterarnas råd                | 26 juli – 30 augusti 1899            | |
| Folkets Revolutionära Regeringsjunta  | 31 augusti – 4 september 1899        | |
| Horacio Vásquez                       | 4 september – 11 november 1899       | President i den provisoriska regeringen                                                                                           |
| Juan Isidro Jimenes                   | 15 november 1899 – 2 maj 1902        | President |
| Horacio Vásquez                       | 26 april 1902 – 23 april 1903        | President i den provisoriska regeringen                                                                                           |
| Alejandro Woss y Gil                  | 23 april – 24 november 1903          | President |
| Carlos Felipe Morales                 | 14 oktober 1903 – 29 december 1905   | President |
| Statssekreterarnas råd                | 25 december – 29 december 1905       | |
| Ramón Cáceres                         | 29 december 1905 – 19 november 1911  | President |
| Statssekreterarnas råd                | 19 november – 5 december 1911        | |
| Eladio Victoria                       | 5 december 1911 – 30 november 1912   | President |
| Adolfo Alejandro Nouel                | 1 december 1912 – 13 april 1913      | President |
| José Bordas Valdés                    | 14 april – 27 augusti 1914           | President |
| Ramón Báez                            | 28 augusti – 5 december 1914         | tillförordnad President |
| Juan Isidro Jimenes                   | 5 december 1914 – 7 maj 1916         | President |
| Statssekreterarnas råd                | 7 maj – 31 juli 1916                 | |
| Francisco Henríquez y Carvajal        | 31 juli – 29 november 1916           | provisorisk President |
| Amerikansk ockupation                 | 29 november 1916 – 21 oktober 1922   | |
| Juan Bautista Vicini Burgos           | 21 oktober 1922 – 12 juli 1924       | provisorisk President |
| Horacio Vásquez                       | 12 juli 1924 – 3 mars 1930           | President |
| Rafael Estrella Ureña                 | 3 mars – 6 augusti 1930              | tillförordnad President |
| Rafael Trujillo                       | 16 augusti 1930 – 16 augusti 1938    | President |
| Jacinto Bienvenido Peynado            | 16 augusti 1938 – 7 mars 1940        | President |
| Manuel de Jesús Troncoso de la Concha | 7 mars 1940 – 18 maj 1942            | President |
| Rafael Trujillo                       | 18 maj 1942 – 16 augusti 1952        | President |
| Héctor Trujillo                       | 16 augusti 1952 – 3 augusti 1960     | President |
| Joaquín Balaguer                      | 3 augusti 1960 – 16 januari 1962     | President |
| Medborgarmilitära rådet               | 16 januari – 18 januari 1962         | Armando Óscar Pacheco, Luis Amiama Tió, Antonio Imbert Barrera, Enrique Valdez Vidaurre, Wilfredo Medina Natalio, Huberto Bogaert |
| Rafael Filiberto Bonnelly             | 18 januari 1962 – 27 februari 1963   | President |
| Juan Bosch                            | 27 februari – 25 september 1963      | President |
| Víctor Elby Viñas Román               | 25 september – 26 september 1963     | President |
| Triumvirat                            | 26 september 1963 – 25 april 1965    | |
| Juan Casasnovas Garrido               | 13 oktober – 4 november 1963         | Upprorsledare |
| Revolutionskommitté                   | 25 april – 25 april 1965             | några timmar |
| José Rafael Molina Ureña              | 25 april – 27 april 1965             | provisoridk President |
| Pedro Bartolomé Benoit                | 1 maj – 7 maj 1965                   | Ordförande för militärjunta |
| Antonio Imbert Barrera                | 7 maj – 30 augusti 1965              | President |
| Francisco Caamaño                     | 4 maj – 3 september 1965             | President i opposition |
| Héctor García Godoy                   | 3 september 1965 – 1 juli 1966       | provisorisk President |
| Joaquín Balaguer                      | 1 juli 1966 – 16 augusti 1978        | President |
| Antonio Guzmán Fernández              | 16 augusti 1978 – 4 juli 1982        | President |
| Jacobo Majluta Azar                   | 4 juli – 16 augusti 1982             | President |
| Salvador Jorge Blanco                 | 16 augusti 1982 – 16 augusti 1986    | President |
| Joaquín Balaguer                      | 16 augusti 1986 – 16 augusti 1996    | President |
| Leonel Fernández                      | 16 augusti 1996 – 16 augusti 2000    | President |
| Hipólito Mejía                        | 16 augusti 2000 – 16 augusti 2004    | President |
| Leonel Fernández                      | 16 augusti 2004 – 16 augusti 2012    | President |
| Danilo Medina                         | 16 augusti 2012 – 16 augusti 2020    | President |
| Luis Abinader                         | 16 augusti 2020 –                    | President |